# الهامه
الهامة (به عربی: الهامة) یک منطقهٔ مسکونی در سوریه است که در قدسیا واقع شده‌است.

## خصوصیات
الهامة ۱۰٬۰۴۵ نفر جمعیت دارد.